# Trüffel
Als Trüffel (der oder die) wird vor allem umgangssprachlich eine Vielzahl knolliger, meist unterirdisch (hypogäisch) wachsender Pilze bezeichnet; darunter befinden sich sowohl „echte“ als auch „falsche“ Trüffel. Im engsten Sinne handelt es sich um die Gattung Tuber, zu der einige der teuersten und kulinarisch wertvollsten Pilze gehören. Markant ist das marmorierte Fleisch im Querschnitt (Gleba). Die Außenhaut (Peridie) hat rindenartige Auswucherungen, deren Form, Farbe und Struktur zur Trüffelbestimmung wichtig sind. Trüffel hatten jahrhundertelang ausschließlich Bedeutung in der ländlichen Küche, heute finden sie jedoch beinahe nur noch Verwendung in der Haute Cuisine.

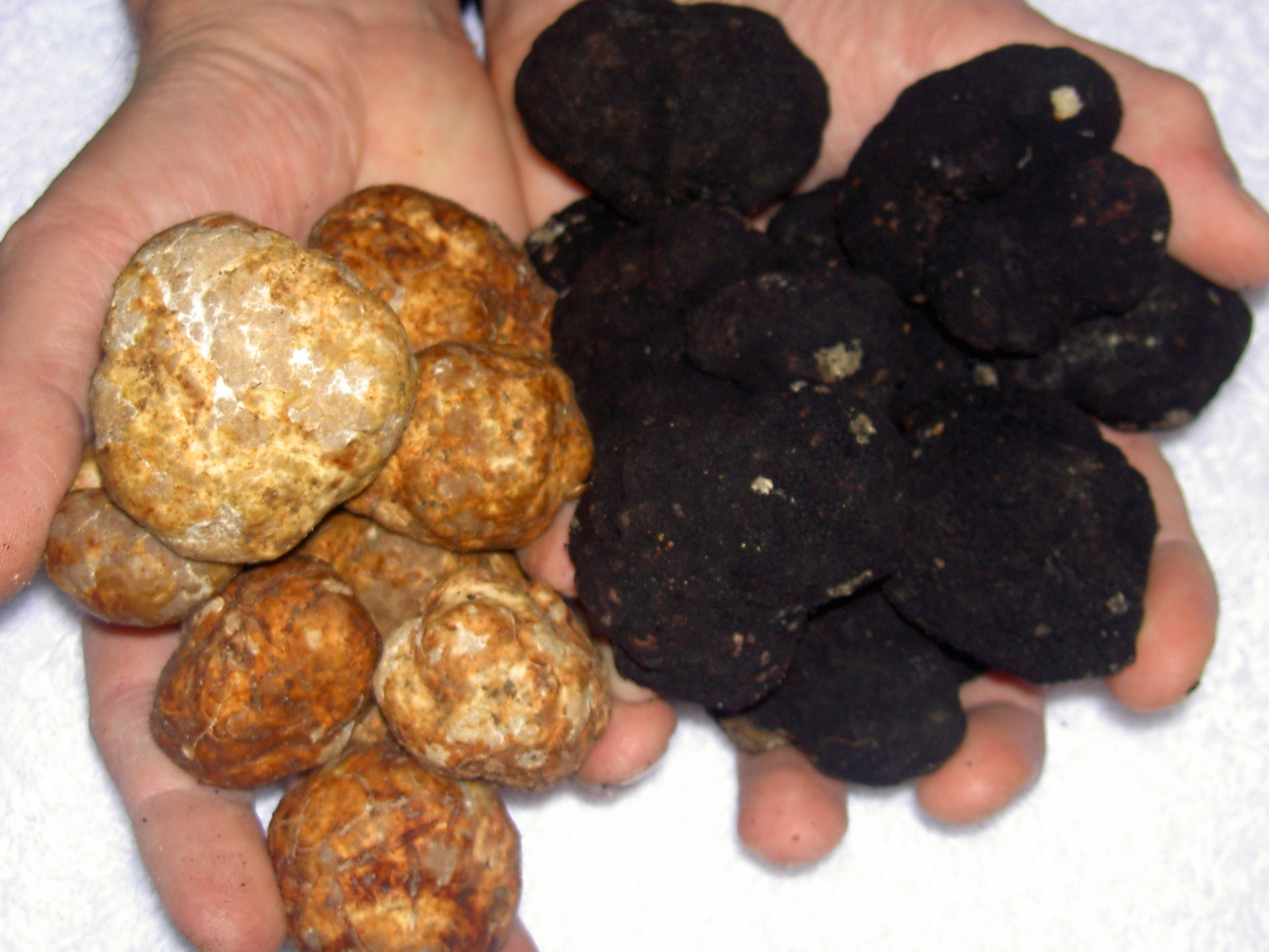
Weiße und schwarze Trüffel

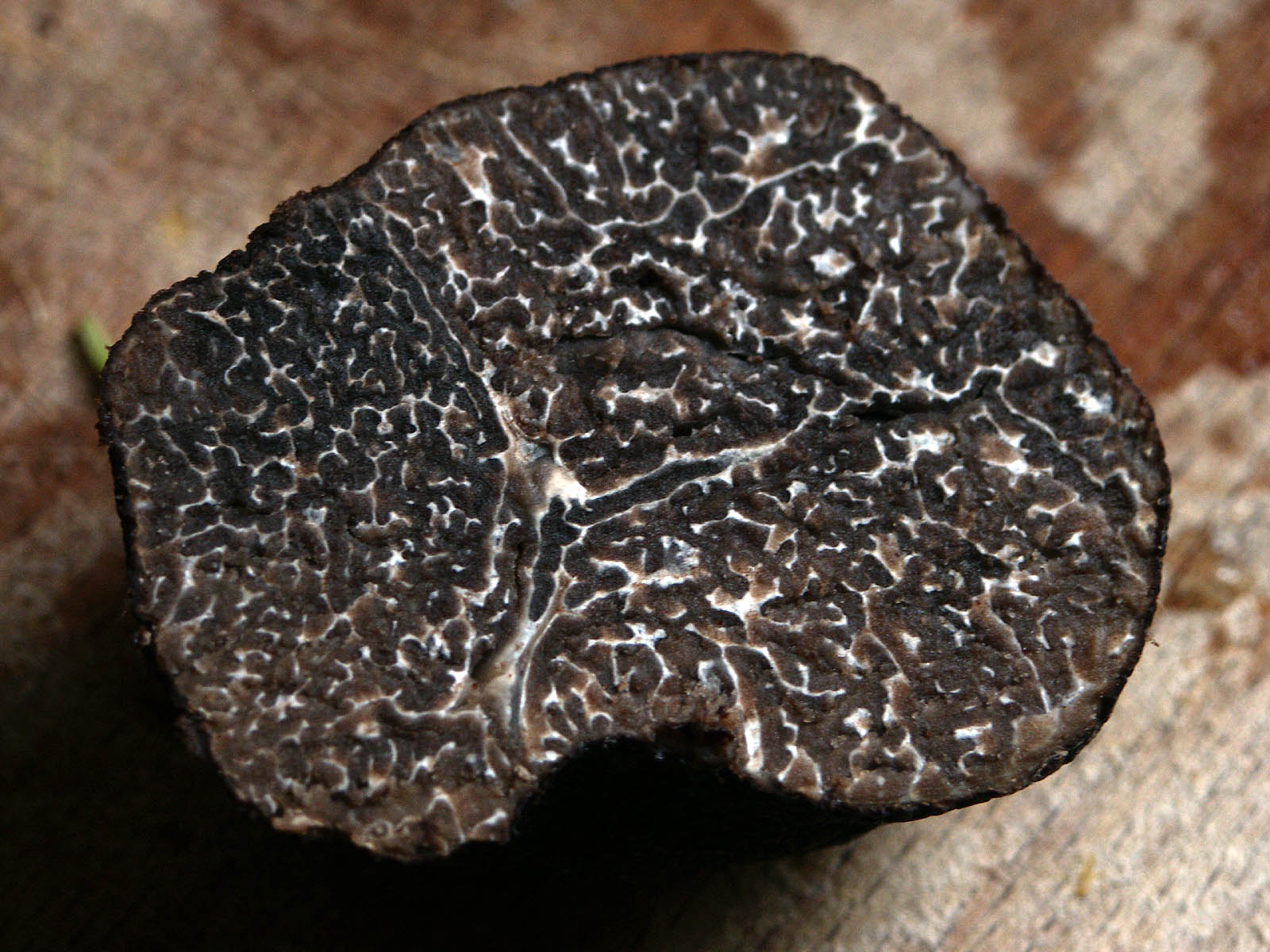
Angeschnittene schwarze Trüffel

## Begriff und Systematik

### Wortgebrauch
Der Begriff „Trüffel“ wird im Deutschen uneinheitlich gebraucht. Volkstümlich werden unter „Trüffel“ viele unterirdisch wachsende Pilzarten verstanden, auch solche, die mit den echten Trüffeln nicht näher verwandt sind, wie die Hirschtrüffel. Auch das Wort Kartoffel ist von tartufo abgeleitet, dem italienischen Wort für Trüffel. Selbst einige Arten mit oberirdischen Fruchtkörpern werden gelegentlich als „Trüffel“ bezeichnet, etwa die Böhmische Trüffel (Pisolithus arhizos, auch Gemeiner Erbsenstreuling) oder die Polnische Trüffel (Kartoffelboviste Scleroderma).
Ähnliches gilt auch im englischsprachigen Raum für den Begriff „truffle“. So wird der als Delikatesse gehandelte Maisbeulenbrand (Ustilago maydis) in den USA als „mexikanische Trüffel“ („mexican truffle“) bezeichnet.
Ein weiteres Beispiel ist der Mexikanische Kahlkopf (Psilocybe mexicana). Dessen Sklerotien werden ebenfalls „Trüffel“ („truffles“) genannt.

### Wortgeschichte
Das Wort „Trüffel“ geht zurück auf Französisch „truffle“ (seltenere Form von „truffe“; diese wiederum vielleicht auf Lateinisch tuber: Beule, Schwellung). Vom Deutschen aus hat sich das Wort ins Dänische („trøffel“) und Schwedische („tryffel“) ausgebreitet. Das grammatische Geschlecht des Wortes variiert zwischen maskulin und feminin und damit auch dessen Pluralbildung (falls maskulin, Trüffel wie im Singular, falls feminin, Trüffeln).
Eine ältere Bezeichnung ist Nusspilz. Weitere alte Bezeichnungen: Erdmorgeln, Erdschwämme, Grieblinge, Erdnüsse.
Die Bezeichnung Tuber als mykologisches Taxon geht auf Pier Antonio Micheli zurück.

### Systematik
Die echten Trüffel gehören zu den echten Schlauchpilzen (Pezizomycotina). Traditionell wurden die echten Trüffel früher in die eigene Ordnung Tuberales gestellt.
- Abteilung: Schlauchpilze (Ascomycota)
  - Klasse:  Echte Schlauchpilze (Pezizomycotina)
    - Ordnung:  Echte Trüffel (Tuberales)
      - Familien: 
        - Löchertrüffel (Pseudotuberaceae)
        - Blasentrüffel (Geneaceae)
        - Speisetrüffel (Tuberaceae)
        - Wüstentrüffel (Terfeziaceae)

Aufgrund phylogenetischer Untersuchungen werden Trüffel heute in die Familie der Trüffelverwandten (Tuberaceae) innerhalb der Ordnung der Becherlingsartigen (Pezizales) gestellt. Die Wüstentrüffeln mit den Gattungen Terfezia, Kalaharituber, Cazia, Pachyphloeus und Tirmania  bilden eine monophyletische Klade innerhalb der Pezizaceae und sind daher nur noch ein Synonym.
Die Fruchtkörper der Trüffel lassen sich über verschiedene Zwischenstufen aus denen der Becherpilze herleiten (ähnlich wie auch die der Lorchelpilze). Insofern sind alle drei Gruppen untereinander enger verwandt als mit anderen Schlauchpilzen.
Allerdings gibt es zahlreiche vor allem morphologische Unterschiede, wie nachfolgende Tabelle zeigt:
|                            | Becherpilze                                                                  | echte Trüffel |
| -------------------------- | ---------------------------------------------------------------------------- | --- |
| Vorkommen                  | epigäisch (zumindest das Hymenium erreicht im reifen Zustand die Oberfläche) | hypogäisch (nur in Ausnahmefällen wird die Oberfläche erreicht)                                                                                   |
| Fruchtkörper               | Apothecium                                                                   | Tuberathecium |
| Hymenium                   | gymnokarp oder hemiangiokarp                                                 | kleistokarp (zumindest im reifen Zustand) |
| Paraphysen                 | kurz; einfach oder zum Epithecium verwachsen                                 | zum Geflecht weiterentwickelt (Epithecialcortex bei den Blasentrüffeln, Venae externae bei den Speisetrüffeln) oder aufgelöst (Mittelmeertrüffel) |
| Operculum                  | vorhanden                                                                    | fehlt |
| Anzahl der Sporen je Ascus | 8, selten weniger                                                            | 1–6, meist 3–5 |
| Sporenfreisetzung          | durch Wind oder Erschütterungen                                              | durch Tiere (Fraß, Zertreten) |
| Licht                      | begünstigt Sporenfreisetzung                                                 | entfällt durch hypogäische Lebensweise |

Ebenfalls nicht mit den Echten Trüffeln verwandt, sondern wegen ihrer knolligen unterirdischen Fruchtkörper so bezeichnet sind:
- Hirschtrüffel: Schlauchpilze aus der Ordnung Erotiales
- Wurzeltrüffel: gehören zu den Dickröhrlingsartigen
- Möhrentrüffelverwandte (Stephanosporaceae) aus der Ordnung der Täublingsartigen
- Wabentrüffel: gehören zu den Schafporlingsverwandten
- Weißvenentrüffel: gehören zu den Schafporlingsverwandten

## Analytik
Zur qualitativen und quantitativen Bestimmung der Inhaltsstoffe  der Trüffel finden nach angemessener Probenvorbereitung die Kopplungen der HPLC oder Gaschromatographie (GC) Verwendung.

## Ökologie und Fortpflanzung
Trüffel sind mykorrhizierend, das heißt, sie gehen eine Verbindung mit den Feinwurzeln ihrer Wirtspflanzen ein. Dies sind in der Regel Laubbäume. Vermutlich wirkt sich diese Verbindung zum beiderseitigen Nutzen aus (Symbiose): Die Wirtspflanze erhält Mineralsalze und Wasser, die Trüffel werden mit Photosyntheseprodukten versorgt. Aus diesem Zusammenspiel von Trüffel und Wirtspflanze ergibt sich ihre ökologische Relation. Allerdings gelten einige Terfezia-Arten als parasitisch.
Bei der Fortpflanzung der Trüffel gibt es zwei Geschlechter, die Mat+ und Mat- (Mating-types) benannt sind, dies sind die weiblichen und männlichen Trüffelsporen, die sich für die Bildung der Trüffelfruchtkörper (Trüffel) vorher „paaren“. Das passiert durch die natürliche Verteilung der Sporen oder die Beimpfung von Trüffelbäumen mit Sporen aus gleichen Teilen Mat+ und Mat-. Erst dann kann eine Fruchtung stattfinden und die Trüffel entstehen.
Ein wichtiger Faktor für das Wachstum von Trüffeln ist der pH-Wert des Bodens. Die meisten Trüffelarten bevorzugen pH-Werte im alkalischen Bereich, zumindest die essbaren, einige wenige kommen auch in Nadelwäldern mit eher geringem pH-Wert vor. Entgegen der Annahme, dass Trüffel nur unter Eichen oder Haseln wachsen, mykorrhizieren die etwa 160 Arten (etwa 50 Gattungen) mit einer Vielzahl von arboretischen verholzenden Gewächsen. Dabei ist wohl nicht entscheidend, welcher Symbiosepartner zur Verfügung steht, sondern eher die Bodenbeschaffenheit, Belüftung, Sonnenscheindauer sowie viele weitere abiotische und biotische Faktoren. Ebenfalls nur eine populärwissenschaftliche Annahme ist, dass Trüffel lediglich mit verholzenden Gewächsen mykorrhizieren, denn es sind viele Gräser (Poaceae) und Korbblütler (Asteraceae) bekannt, welche als Symbiosepartner einiger Trüffelgattungen gelten. Dort, wo sich Trüffel mit dem Wurzelgeflecht ihrer Wirtspflanze verbunden haben, entsteht häufig im Umkreis eine vegetationsgeschädigte Zone, auch „verbrannte Erde“ oder franz. Brûlée genannt.
Trüffel haben sich vollständig der unterirdischen Lebensweise angepasst, so dass sie keine oberirdischen Fruchtkörper mehr bilden. Da zudem der Fruchtkörper mehr oder weniger extrem eingefaltet ist, können die Sporen nicht mehr einfach nach draußen entlassen werden. Trüffel bedienen sich deshalb der Tiere zur Verbreitung.
Der starke Geruch wird von Wildschweinen selbst durch den Waldboden hindurch wahrgenommen. Nach dem Verzehr werden die unverdaulichen Sporen wieder ausgeschieden. Somit trägt das Wildschwein wesentlich zur Verbreitung des Trüffelpilzes bei. Auch Insekten, etwa die Trüffelfliege oder bestimmte Käferarten, werden von Trüffeln angelockt. In der Literatur wird je nach Kontinent auch von Gürteltieren, Beutelratten oder Kängurus als Trüffelverbreiter berichtet, die zur Fortpflanzung der Trüffel beitragen.
- Durch ihre Mobilität verbreiten sie die Sporen.
- Der Kot liefert Dünger für das Wachstum der Pilze.

Als Nahrung dürften Trüffel jedoch für die meisten, vor allem größeren Arten eine eher untergeordnete Rolle spielen. Sie sind, ähnlich wie beim Menschen, eher eine willkommene Zukost.
Anders verhält es sich dagegen bei einigen Insekten, vor allem der Trüffelfliege, deren Larven in Trüffeln leben.
Trüffel sind in der gesamten Welt verbreitet und kommen von Nordengland bis Neuseeland fast überall vor. Im arabischen Raum existieren sogar aride Gattungen wie Terfezia und Tirmania. Die Biologie und Lebenszyklen unterirdischer Pilze (Hypogäen) sind wenig wissenschaftlich erfasst. Die natürliche Trüffelzucht ist aller Annahme zum Trotz ohne Probleme auf dem richtigen Boden möglich. Die weltweit größten Trüffelproduzenten sind Frankreich und Neuseeland.

## Trüffelarten

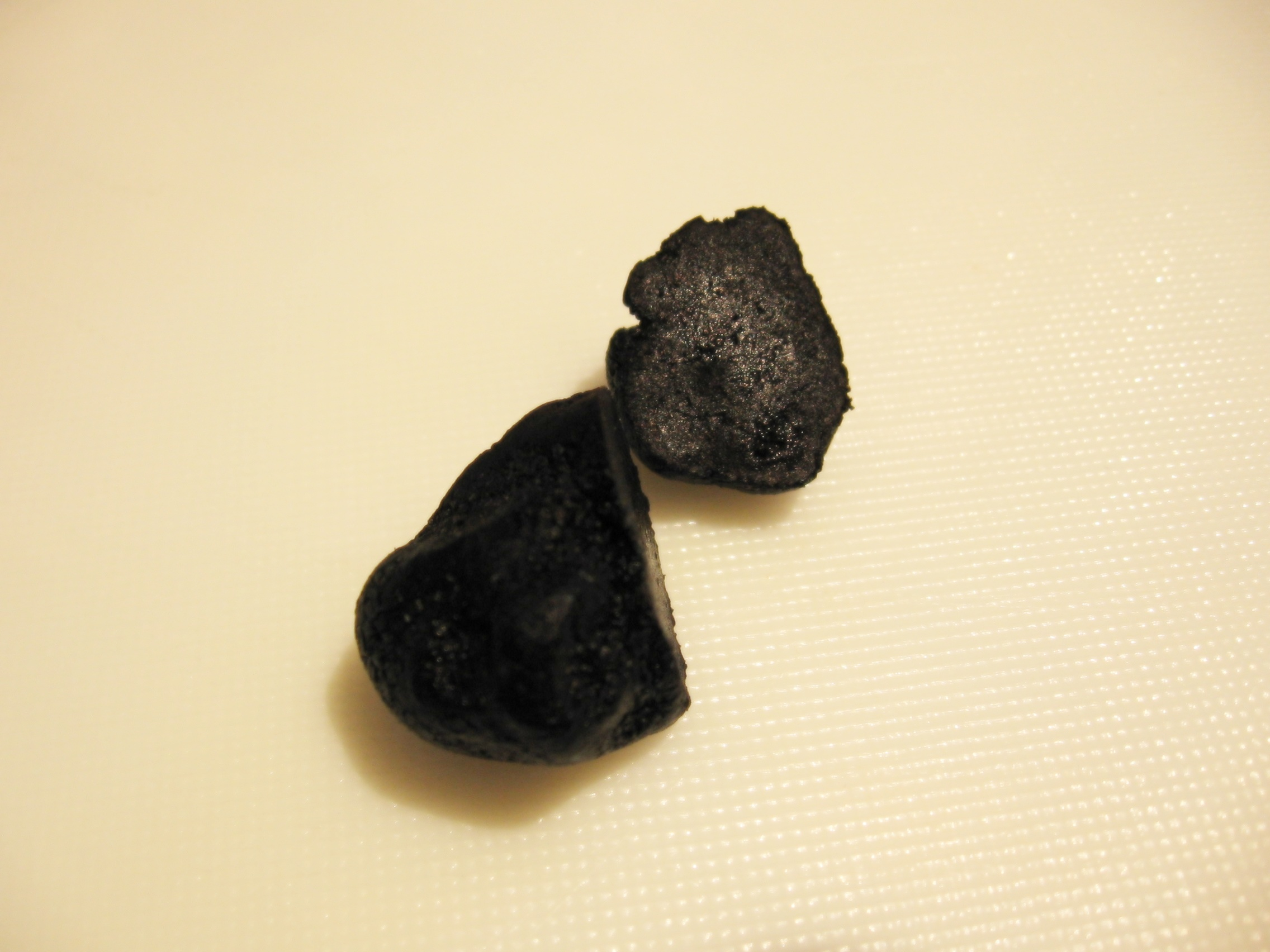
Tuber indicum

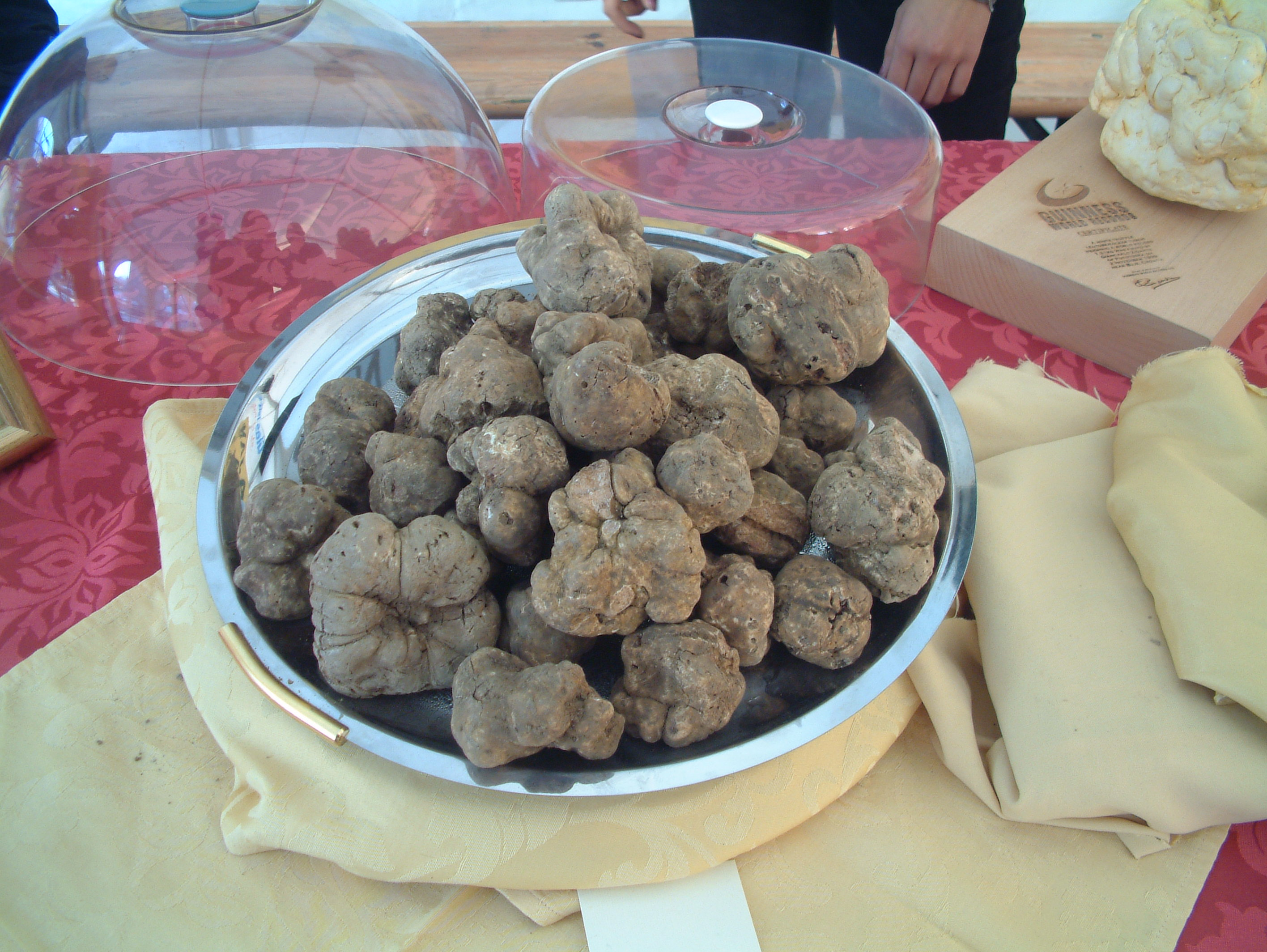
Weiße Trüffel aus Kroatien

Die folgenden Trüffelarten der Gattung Tuber sind als Speisetrüffeln bekannt:
- Tuber melanosporum Vitt. – (Schwarze) Perigord-Trüffel
- Tuber magnatum Pico – Weiße Albatrüffel oder (Weiße) Piemont-Trüffel
- Tuber aestivum Vitt. – Sommer-Trüffel (ital. Scorzone)
- Tuber brumale Vitt. – (Schwarze) Wintertrüffel oder Muskattrüffel (ital. Moscato, frz. Musquée)
- Tuber borchii Vitt. (= Tuber albidum Pico) – (Weiße) Märztrüffel (ital. Bianchetto oder Marzolino)
- Tuber macrosporum Vitt. – Großsporige Trüffel oder Knoblauchtrüffel
- Tuber mesentericum Vitt. – Gekrösetrüffel oder Bitumen-Trüffel
- Tuber moschatum Ferry – Moschustrüffel
- Tuber himalaensis – Himalayatrüffel
- Tuber sinensis – Weiße Chinesische Sommertrüffel
- Tuber indicum – (Schwarze) Chinesische Trüffel

Zu den Terfezia-Arten mit einer gewissen Bedeutung gehören insbesondere:
- Terfezia leonis – Löwentrüffel oder Afrikanische Trüffel
- Terfezia pfeilii Hennings – Kalaharitrüffel
- Terfezia boudieri
- Terfezia claveryi

Ebenfalls (in Maßen) essbar:
- Choiromyces maeandriformis – (Stachelsporige) Mäandertrüffel

Wirtschaftlich und kulinarisch unbedeutend sind die Pseudotuberaceae und Geneaceae.
Nicht zu den echten Trüffel gehört der als „mexikanische Trüffel“ bezeichnete Getreidebrandpilz Ustilago maydis (auch „aztekischer Kaviar“), der Maispflanzen befällt. Er gilt in Zentral- und Südamerika als Delikatesse und wird auch zunehmend in den USA und Europa gehandelt. Die Berührung seiner Sporen gilt als ungefährlich. Jedoch soll der Verzehr der trockenen Sporen Fehlgeburten begünstigen, bei Tieren auch weitere Störungen.

## Gewinnung und wirtschaftliche Bedeutung

### Historisches

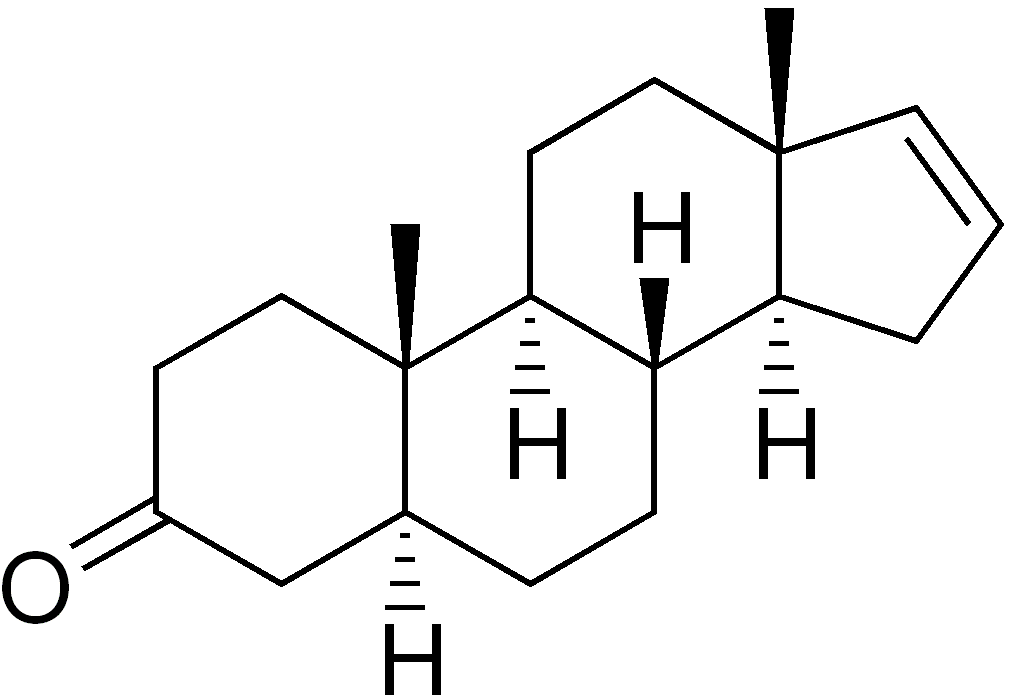
Strukturformel von Androstenon

Wahrscheinlich waren Trüffel schon den Menschen der Vorzeit bekannt. Beim Sammeln von Pilzen, Wurzeln und Beeren haben diese wahrscheinlich bereits die ersten Trüffel gefunden.
Trüffeln werden schon 2000 v. Chr. auf Tontafeln der Sumerer in Mesopotamien erwähnt. Für die Legende, der ägyptische Pharao Cheops sei ein leidenschaftlicher Trüffelesser gewesen, gibt es keinen Beleg.
Größere Bedeutung erlangten die Trüffel in der Antike. Vor allem Terfezia leonis (afrikanische Trüffel oder Löwentrüffel) und Terfezia boudieri wurden von Griechen und Römern geschätzt und galten als Aphrodisiakum. Allerdings gibt es hierzu keine gesicherten historischen Quellen. Der oft als Beleg genannte Arzt Galenus hat die Trüffeln nicht als Aphrodisiakum bezeichnet. Das Kochbuch des Apicius behandelt die Trüffel umfangreich.
Erfreute sich die Trüffel noch bis ins frühe Mittelalter besonderer Wertschätzung (selbst etwa bei dem als Asket bekannten Bischof Ambrosius von Mailand), so galt sie im Hochmittelalter als Inbegriff der Sünde.
In der Renaissance wurden auch die Trüffel wieder populär. Sie durfte auf keiner vornehmen Tafel fehlen. Erstmals tauchen höherwertige Trüffelarten auf, wie Tuber magnatum und Tuber melanosporum. Trüffel wurden zu vornehmen Geschenken, die selbst Päpsten angemessen waren.
Die afrikanische Trüffel erfreute sich früher auch im Orient großer Beliebtheit. Ganze Kamelladungen sollen im 19. Jahrhundert in die Städte Syriens transportiert worden sein. Auch heute noch wird sie in der arabischen Welt gehandelt, etwa in Algerien und Syrien.
Im Jahre 1770 begann der französische Trüffelhandel. Gegen Ende des 19. Jahrhunderts exportierte Frankreich bereits 1500 t jährlich. Durch übermäßige Nutzung der Bestände ging der Ertrag jedoch immer weiter zurück. So kamen 1990 nur noch 50 t auf den Markt.
In Deutschland gehören die einheimischen Trüffel laut Bundesartenschutzverordnung zu den „besonders geschützten“ Arten; die Gewinnung aus Plantagen unterliegt jedoch keiner Beschränkung.

### Methoden

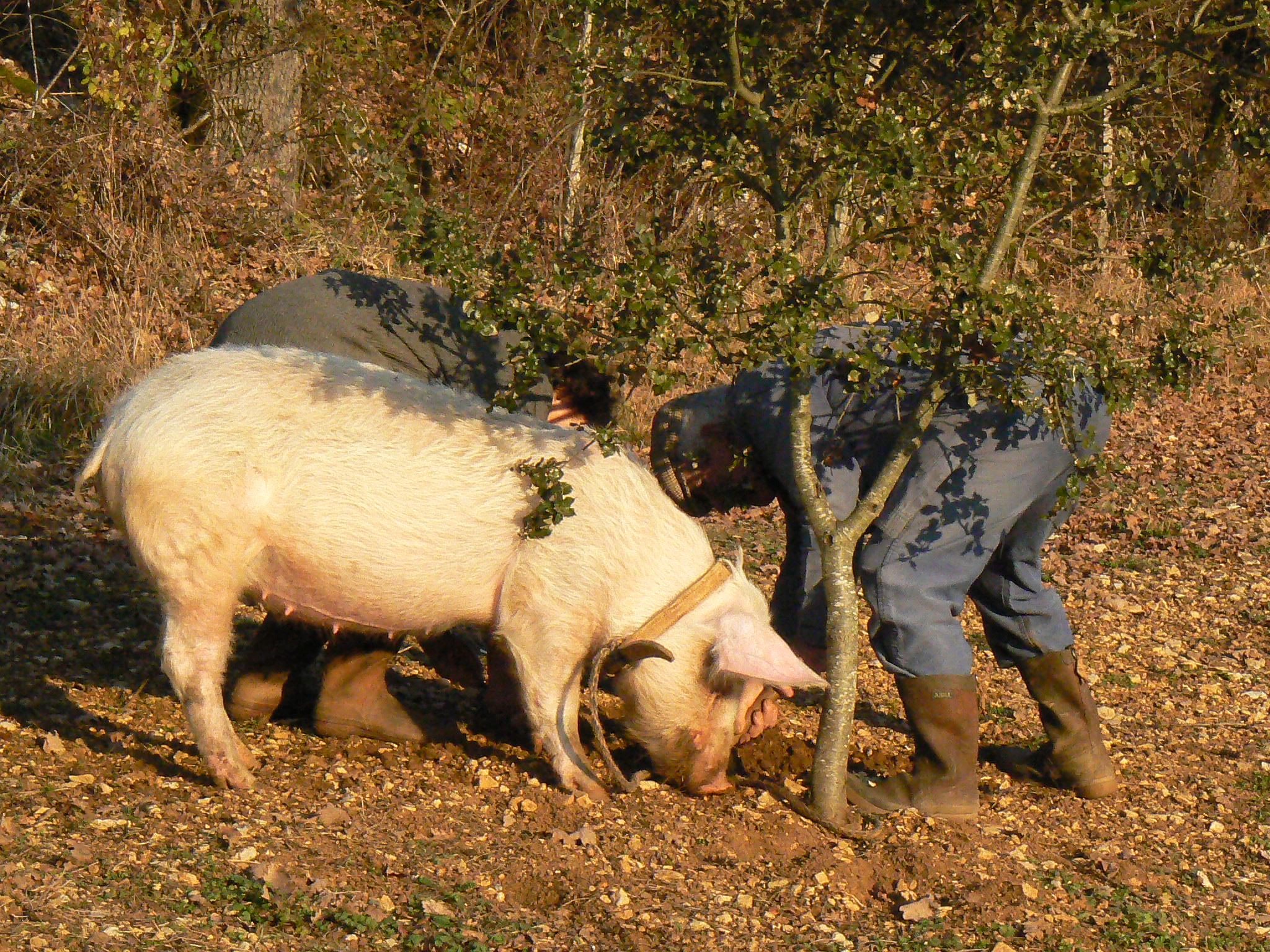
Trüffelschwein bei Trüffelsuche

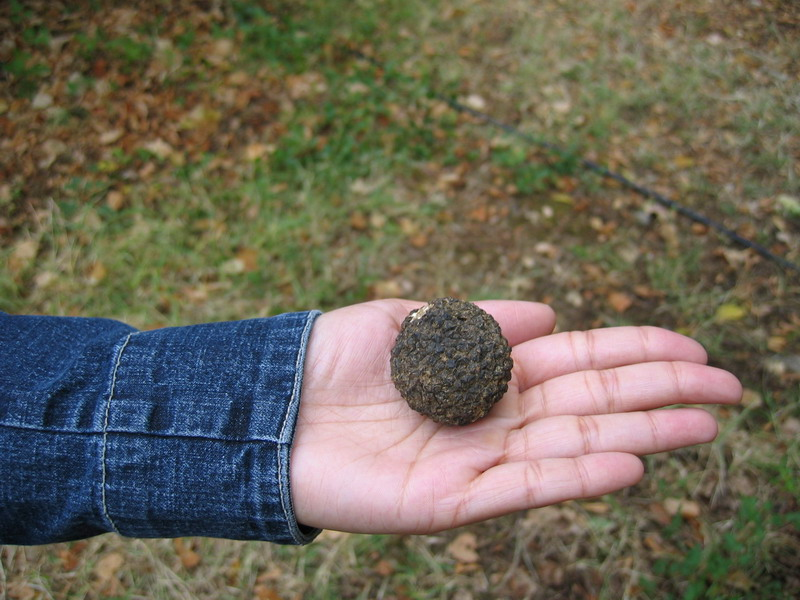
Trüffelsuche in Montone, Italien

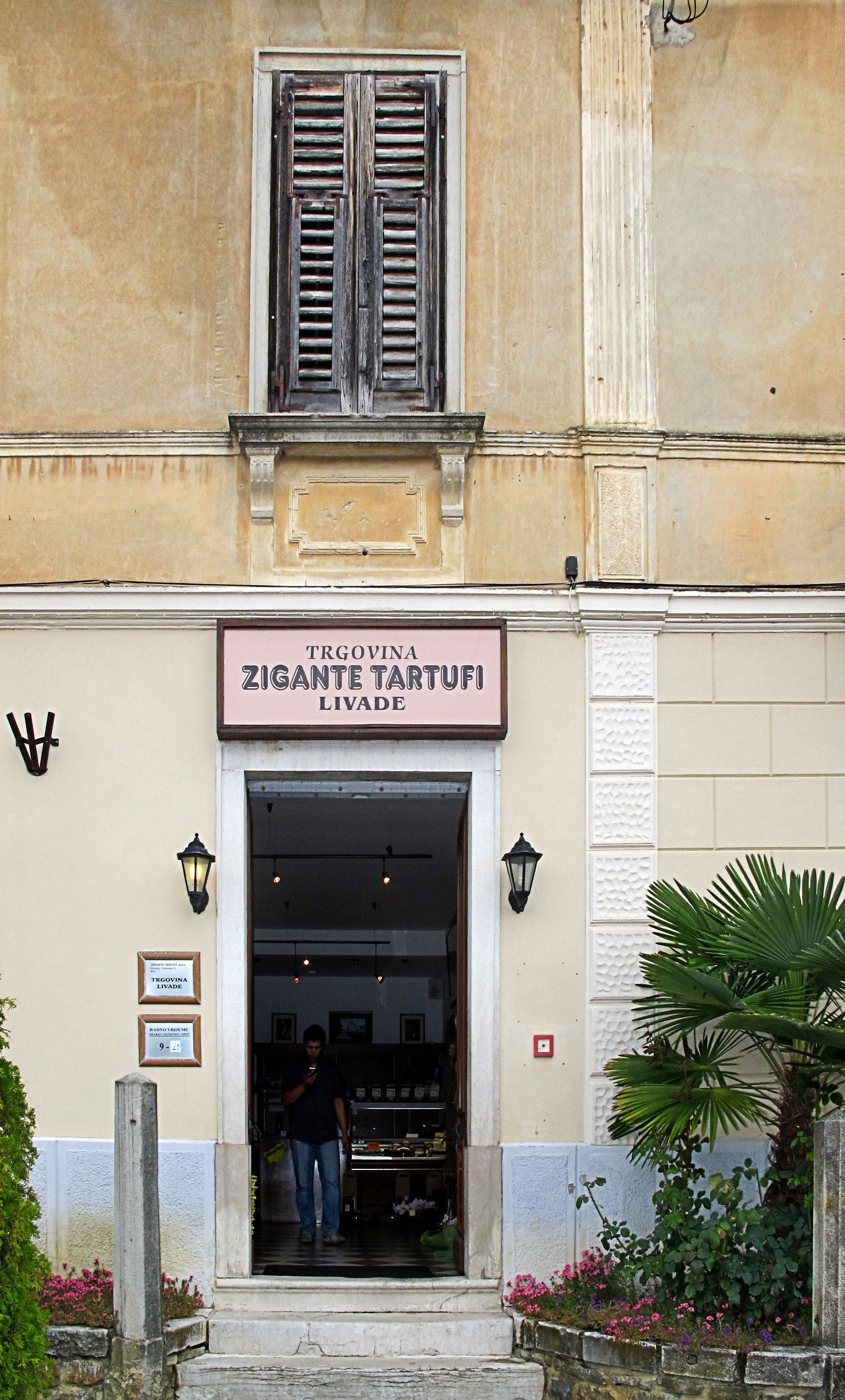
Zigante Tartufi in Livade (zu Oprtalj, Kroatien)

In früheren Zeiten wurden Trüffeln mit Trüffelschweinen gesucht. Dies geschieht heute jedoch nur noch für Touristen, da Schweine beim Ausgraben im Allgemeinen großen Schaden an den Wurzelspitzen anrichten, weswegen sie zur Trüffelsuche in Italien auch seit 1982 verboten sind. Des Weiteren fressen die Schweine die Trüffel besonders gerne und sind schwer zu zügeln. In den Pilzen ist der Duftstoff (+)-Androstenon enthalten, der auch der Sexualduftstoff des Ebers ist. Die Annahme, dass weibliche, geschlechtsreife Schweine deshalb instinktiv danach suchen, ist inzwischen widerlegt. 1990 fanden französische Forscher heraus, dass sich Trüffel nicht durch α-Androstenol verraten, sondern durch den Aromastoff Dimethylsulfid, eine flüchtige Schwefelverbindung.
Für die Tests ließen die Forscher ein bewährtes Trüffelschwein und mehrere Trüffelhunde nach Proben suchen, darunter den Champion eines Trüffelhund-Wettbewerbs. Alle erschnupperten vergrabene reife Trüffel und auch Dimethylsulfid in Öl, keines der Tiere aber die vergrabenen α-Androstenol-Proben.
Die heute am weitesten verbreitete Art, Trüffel zu suchen, geschieht mit speziell abgerichteten Trüffelhunden (insbesondere der Rasse Lagotto Romagnolo). Diese sind leichter zu führen als Schweine, graben anders als Schweine keine halbreifen Trüffeln aus und ihnen können die Trüffeln einfacher weggenommen werden.
Auch die Trüffelfliege orientiert sich am Geruch von Trüffeln und nutzt entsprechende Stellen zur Eiablage, was z. B. von Trüffelsuchern in England, aber auch in Frankreich, teilweise zum Auffinden von Trüffeln genutzt wird. Auch kleine Risse am Boden sind ein Anzeichen. Die San in Namibia verwenden diese Methode noch heute bei der Suche nach Kalaharitrüffel. Nach Rudolph Hesse kann die Untersuchung der obersten Waldhumusschicht mittels eines stark gebogenen Gartenmessers zum Auffinden genutzt werden.
Da die Zucht von Trüffeln lange Zeit unmöglich schien, beschränkte man sich darauf, Gebiete mit Eichensetzlingen aus Trüffelregionen aufzuforsten. Einen solchen „Trüffelhain“ nennt man französisch auch Truffière. Diese Methode soll bereits nach zehn Jahren zu guten Ernten führen. Berühmt wurden die aus dem Jahr 1858 stammenden Aufforstungen am Fuße des Mont Ventoux im Département Vaucluse.
Seit einiger Zeit existieren großflächige Versuche in Frankreich und einigen südosteuropäischen Staaten zur Zucht von Trüffeln: Durch Inokulieren von jungen, etwa einjährigen bis mehrjährigen arboretischen Gewächsen kann der Pilz in einem speziellen Substrat herangezogen und später mit den Trägergewächsen auf eine Plantage ausgepflanzt werden; inzwischen werden Trüffelbäumchen sogar über das Internet vertrieben, vorzugsweise Burgunder-, aber auch Perigordtrüffel.
Im Jahr 1999 wurde von Giancarlo Zigante bei Buje (Buie) nahe dem Ort Livade in der westkroatischen Region Istrien die bis dahin größte bekannte Trüffel gefunden. Die weiße Trüffel wog 1,31 kg. Statt die Trüffel zu verkaufen, entschied sich die Familie Zigante, ein Abendessen für 100 Personen zu organisieren.
Eine noch etwas größere Trüffel mit einem Gewicht von 1,483 Kilogramm wurde im November 2014 in der Nähe von Bologna gefunden.

#### Deutschland
Nach Deutschland kamen die ersten Trüffelhunde im Jahr 1712 durch ein Geschenk des Herzogs von Savoyen an den Erbprinzen Friedrich Ludwig nach Württemberg, dann 1719 nach Bayreuth und 1720 durch den sächsischen Kurfürsten und König von Polen August den Starken nach Sachsen. In Russland wurden früher auch Bären zur Trüffelsuche eingesetzt; auf Sardinien heute noch Ziegen.
Laut einem Bericht der Zeitung Die Welt sind Trüffeln in der Bundesrepublik Deutschland inzwischen weit verbreitet und durch den Klimawandel begünstigt.
Die Trüffelanbauer in Deutschland haben sich im Verband für Trüffelanbau und Trüffelnutzung in Deutschland e. V. zusammengeschlossen.

#### Schweiz und Liechtenstein
Auch außerhalb der klassischen Trüffelgebiete gibt es gelegentlich erstaunliche Funde. So etwa fand eine Frau aus Triesen in Liechtenstein in ihrem Garten dreißig Sommertrüffel, der größte davon immerhin 8 cm lang. Im Kanton Zug finden sich Trüffel im Gebiet der Höllgrotten oder im Steinhauserwald, der aber stark zeckenbelastet sei. Der technische Leiter der Schweizerischen Trüffelvereinigung, Hans-Peter Neukom, nennt vorwiegend die schwarze Burgunder-Trüffel (Herbst-Trüffel), die auf kalkhaltigen, lockeren Böden wächst, auf denen Buchen, Eichen, Linden oder Haselnusssträucher stehen.

## Preis
Die Trüffel ist der teuerste Speisepilz: ein Kilogramm weiße Trüffel kostet bis zu 9.000 Euro, in Japan bis 15.000 Euro. Der Preis der weißen Trüffel variiert stark. Zum einen ist dies abhängig vom Vorkommen und der Nachfrage. Je nach Witterung und Klima gibt es „bessere“ und „schlechtere“ Trüffeljahre. Die Größe und die Form der Trüffel hat ebenfalls Einfluss auf den Preis: Eine runde Trüffel besitzt im Verhältnis zum Volumen weniger Oberfläche als eine anders geformte. Eine „normale Portion“ Trüffel für zwei Personen (ca. 20–25 Gramm) kostet ca. 40–60 Euro.
Tuber aestivum Vitt – Sommer-Trüffel ist in Italien in Umbrien frisch ab ca. 30 Euro pro 100 g zu bekommen (Preis Sommer 2019).
Bei einer Trüffelversteigerung in Grinzane Cavour im Piemont ersteigerte ein Käufer aus Hongkong im November 2006 drei Trüffel mit einem Gesamtgewicht von 1,5 Kilogramm zu einem Preis von 125.000 Euro. Die Auktion für einen wohltätigen Zweck findet alljährlich in der Nähe von Alba statt. Bei der Auktion 2007 wurden ebenfalls von einem Bieter aus Hongkong für eine 750 Gramm schwere weiße Trüffel 143.000 Euro geboten – 190,67 Euro pro Gramm.
Im Jahr 2010 wurde eine 1,3 kg schwere Trüffel für 417.200 Dollar (338.000 Euro) nach Macao verkauft. Am 5. Dezember 2014 versteigerte Sotheby’s in New York eine 1,89 kg schwere weiße Trüffel, die in Umbrien entdeckt worden war. Dafür seien aus China Angebote in Millionen-Dollar-Höhe eingegangen, ließ Sotheby’s vorab verlauten. Tatsächlich erbrachte sie knapp 50.000 Euro (61.250 Dollar).
|  |  |  |

## Fälschungen
Die hohen Preise für Trüffel machen es für Fälscher attraktiv, minderwertige Sorten in den Handel zu bringen, die von den hochwertigen äußerlich kaum zu unterscheiden sind. Solche Fälschungen hat es auch früher schon gegeben. Ältere Quellen berichten sogar von der Verfälschung mit giftigen Hartbovisten (Scleroderma vulgare).
Der wohl häufigste und lukrativste Betrug bei Trüffel ist der Handel mit China-Trüffeln. Der China-Trüffel ist optisch kaum von hochwertigen und teuren Perigord-Trüffeln zu unterscheiden, ist selbst aber kulinarisch gesehen wertlos. Zudem hat er die Eigenschaft, das Aroma anderer Trüffel anzunehmen. So kommt es vermehrt vor, dass die minderwertigen Trüffel unter die hochwertigen gemischt werden, da man sie kaum auf den ersten Blick unterscheiden kann.
Um dem vorzubeugen, hat man in den vergangenen Jahren versucht, verschiedene Methoden zur Unterscheidung von Arten und zur Qualitätsbestimmung zu entwickeln.
- So hat die Universität Turin an einem DNA-Test gearbeitet.[42]
- Eine klassische Methode ist die mikroskopische Bestimmung (Untersuchung von Zell- und Gewebestrukturen, Sporenanalyse).

## Nährwert
Trüffel werden eher als würzende Zutat verwendet, selten in größeren Mengen. Ihr Beitrag zur Ernährung bleibt meist eher gering.
| Energie                 | 105 kJ / 25 kcal |
| Wasser                  | 75,00 g          |
| Eiweiß                  | 5,50 g           |
| Fett * davon verwertbar | 0,50 g 0,45 g    |
| Kohlenhydrate           | 0,00 g           |
| Ballaststoffe           | 16,00 g          |
| Mineralstoffe           | 2,00 g           |

| Mineralstoffe im Einzelnen | Gehalt   | Tagesbedarf Mensch | Prozent (Tagesbedarf) |
| -------------------------- | -------- | ------------------ | --------------------- |
| Natrium                    | 77,0 mg  | 550 mg             | 15,0                  |
| Kalium                     | 520,0 mg | 2000 mg            | 25,0                  |
| Magnesium                  | 24,0 mg  | 300–400 mg         | 7,0                   |
| Kalzium                    | 24,0 mg  | 1000 mg            | 2,4                   |
| Eisen                      | 3,5 mg   | 10–15 mg           | 30,0                  |
| Phosphor                   | 62,0 mg  | 700 mg             | 9,0                   |
| Summe Gewicht              | 739,0 mg |                    |                       |

Des Weiteren enthalten Trüffel deutliche Mengen der Vitamine B2, B3, B5, D und K, im Einzelnen:
| Vitamin             | Gehalt | Tagesbedarf Mensch | Prozent (Tagesbedarf) |
| ------------------- | ------ | ------------------ | --------------------- |
| B2 (Riboflavin)     | 0,4 mg | 1,2–1,5 mg         | 30                    |
| B3 (Niacin)         | 5 mg   | 13–17 mg           | 30                    |
| B5 (Pantothensäure) | 2,5 mg | 6 mg               | 40                    |
| D (Calciferole)     | 2 µg   | 5–10 µg            | 20–40                 |
| K                   | 15 µg  | 70–80 µg           | 20                    |

Umgerechnet auf obigen Wert von 0,45 g verwertbaren Fetten zur Zusammensetzung der Fettsäuren je 100 g ergeben sich folgende Werte:
| Fettsäuren           | Gehalt |
| -------------------- | ------ |
| gesättigt            | 0,13 g |
| einfach ungesättigt  | 0,01 g |
| mehrfach ungesättigt | 0,31 g |

Die Zahlen können je nach Trüffelart mehr oder weniger stark abweichen. Die Angaben zum Tagesbedarf orientieren sich an den Empfehlungen der Deutschen Gesellschaft für Ernährung.

## Fertige Trüffelprodukte
Das in Fläschchen angebotene Trüffelöl erhält seinen Geschmack häufig nicht durch Trüffel, sondern vor allem durch zugesetzte Aromastoffe. Auch andere „Trüffelprodukte“ (Trüffelbutter, Fertiggerichte, Fleisch- und Wurstwaren etc.) können solche Aromen enthalten.
Selbst dort, wo keine Aromen verwendet werden, müssen nicht immer hochwertige Trüffel, wie Périgord- und Albatrüffeln enthalten sein. Die große Zahl unterschiedlicher Arten ermöglicht es, preiswertere Trüffelarten hinzuzufügen, die es zwar erlauben, „Trüffel“ auf die Packung zu schreiben, die aber qualitativ nicht mithalten können. Auch getrüffelte Pasteten und Patés sind erhältlich. Unter den Fertigprodukten findet sich auch z. B. Pralinen und Schokolade mit Perigordtrüffeln oder ein Trüffelaperitif.

## Lagerung

### Kurzfristige Lagerung
Schwarze Trüffel können, sorgfältig gereinigt und in einem geschlossenen Terrakottagefäß aufbewahrt, bis zu zehn Tage gelagert werden.
Weiße Trüffel lassen sich, in luftdurchlässiges Papier eingewickelt, in einem Glasgefäß gekühlt etwa zwei bis sieben Tage lagern, wobei das Papier täglich ausgetauscht werden muss. Eine alternative Lagerungsmöglichkeit für bis zu zwei Tage ist die Lagerung der in Papier eingewickelten Trüffel in Reis.

### Längerfristige Lagerung
Eine längerfristige Lagerung schwarzer Trüffel ist möglich, indem sie gründlich gereinigt und in ein luftdichtes Glasgefäß gegeben werden, das drei Stunden im Wasserbad sterilisiert wird.

### Trüffelkonserven
Da Trüffel jahreszeitlich abhängige Produkte sind (Périgord-Trüffel werden z. B. nur von Dezember bis März geerntet), liegt es nahe, diese zu konservieren. Diese Methode ist jedoch unter Feinschmeckern umstritten:
- Zum einen wegen des dabei möglichen Aromaverlustes durch das Konservieren.
- Des Weiteren ist nicht immer klar, um welche Art von Trüffel es sich bei einer Konserve handelt. Die Verwendung von Trüffeln minderer Qualität kann oft nicht ausgeschlossen werden.
- Auch können Konserven eventuell mit Aromen aufgepeppt sein.
- Vor allem das Konservieren weißer Trüffel wird weithin abgelehnt.

Viele der bei anderen Pilzarten üblichen Konservierungsmethoden sind bei Trüffeln unüblich. Dies gilt etwa für:
- Trocknen (bei Pilzen ansonsten weit verbreitet). Die Trüffel verliert dabei vollständig ihr Aroma.
- Einfrieren (wie etwa bei Mischpilzen oder Champignons). Die typische Maserung der Trüffel wird dadurch zerstört. Eine schwarze Périgord-Trüffel mit feiner weißer Maserung wird dann gräulich. Das Aroma wird hierbei jedoch voll erhalten.
- Einsalzen

Ein gewisser Vorteil ist dagegen, dass unterschiedliche Zubereitungen angeboten werden, die je nach Bedarf verwendet werden können, und nicht erst extra hergestellt werden müssen.
- Ganze Trüffel in Dosen oder Gläsern, in der Regel mit Trüffelsaft oder -essenz
- Trüffelscheiben (sog. Trüffel-Carpaccio) in Gläsern
- Trüffelpaste bzw. -creme in Gläsern oder Tuben
- Trüffelessenz: Der konzentrierte Saft, der beim Einkochen entsteht, in Fläschchen oder Gläsern
- Trüffelsaft: Mit Wasser verdünnte Essenz, in Gläsern oder Dosen
- Trüffelstücke: Kleine Stücke in Gläsern oder Dosen

Bei Trüffeln, die in Gläsern oder Dosen eingekocht wurden, kann es deutliche Unterschiede geben, da beim Einkochvorgang die Trüffel Flüssigkeit und damit Aroma verliert. Um dieses Aroma nicht zu verlieren, muss diese Flüssigkeit mit in der Dose bzw. dem Glas verbleiben. Dies ist nicht immer der Fall.
Die Flüssigkeit, die beim ersten Kochen entsteht, nennt man première cuisson bzw. première ébullition. Sie wird u. U. abgetrennt und anderweitig verwendet. Wird die Trüffel dann nochmal gekocht, entsteht eine sog. deuxième cuisson. Eine solche Konserve hat dann natürlich nicht mehr ihr volles Aroma, da ein wesentlicher Teil entzogen wurde.

## Medizinische Verwendung
Trüffeln haben keine Inhaltsstoffe, die eine aphrodisierende Wirkung haben, auch der für diese Behauptung oft zitierte griechische Arzt Galen hat ihr im 2. Jahrhundert n. Chr. keine liebesfördernden Eigenschaften zugeschrieben.
Bereits in den 1960er Jahren gab es Untersuchungen über die antibiotische Wirkung von Terfezia boudieri.
In den letzten Jahren wurde die antimikrobielle Wirkung wässriger Auszüge aus Terfezia claveryi, vor allem gegen Staphylococcus aureus und Pseudomonas aeruginosa, nachgewiesen. Daraus könnten sich neue Möglichkeiten für die Behandlung der entsprechenden Infektionen ergeben. Vor allem bei Pseudomonas aeruginosa wäre dies wünschenswert, da dieser Keim als äußerst resistent und nur schwer therapierbar gilt.
Die Mäandertrüffel besitzt eine leicht abführende Wirkung. Sie kann in größeren Mengen allerdings Verdauungsstörungen verursachen. Auf diesen Umstand wird nicht immer hingewiesen und die Mäandertrüffel einfach als „essbar“ deklariert.

## Religion
Im antiken Rom wurden Trüffel der Liebesgöttin Venus geweiht.
Im christlichen Hochmittelalter galt die Trüffel, wohl wegen ihres unterirdischen Vorkommens und der nachgesagten aphrodisischen Wirkung, als dämonisch und Inbegriff von Sündhaftigkeit. Später wurde sie jedoch selbst von Päpsten geschätzt.
Im Islam gilt die Trüffel auch als Heilmittel. Mohammed soll gesagt haben: „Trüffel sind wie Manna, und ihr Wasser heilt Augenerkrankungen.“

## Kulturerbe
2021 wurde Trüffeljagd und -gewinnung in Italien, Wissen und Praxis von der UNESCO in die Repräsentative Liste des immateriellen Kulturerbes der Menschheit aufgenommen.

## Die Trüffel in der Kunst

### Malerei
- Von dem brasilianischen Maler Juarez Machado existiert ein auch als Kunstdruck verfügbares Gemälde mit dem Titel Omelette und Trüffel.

### Museen
- Sorges, Périgord – Écomusée de la Truffe[54]
- Richerenches, Provence – Musée de la truffe et du vin[55]

### Film
- In der Zeichentrickserie „Die Schlümpfe“ werden in Folge 82 mit dem Titel Ein echter Trüffel (OT: A Mere Truffle) die Schlümpfe bei der Trüffelsuche von Trüffeltrollen gefangen genommen. Die Folge ist erhältlich auf Die Schlümpfe 6 – Verschwende nicht, schlumpfe nicht.

### Musical
- In dem Kindermusical König Keks von Peter Schindler und Babette Dieterich spielen Trüffel eine zentrale Rolle: Das Böse Brösel lockt seine Opfer mit verzauberten Trüffel in die Falle, wer diese Trüffel isst, wird karamellisiert. Carus-Verlag, Stuttgart 2008.

## Verschiedenes
- Die Stachelsporige Mäandertrüffel (Choiromyces maeandriformis) wurde von der Deutschen Gesellschaft für Mykologie e. V. 2001 zum Pilz des Jahres gewählt.
- Das deutsche Wort „Kartoffel“ leitet sich von ital. Tartuffo (Trüffel) her, was auf das knollige Aussehen und das unterirdische Wachstum anspielt. Wie aus dem T ein K wurde, ist bis heute unklar.
- Im Heiratsrecht gab es früher den Begriff des Trüffelgeldes.[3]
- Der spanische Maler Salvador Dalí soll ein Trüffeleis kreiert haben, welches aus einer großen Kugel Vanilleeis mit darin eingesteckten Trüffelstiften bestand.[56]
- Den möglicherweise teuersten Burger der Welt gab es in New York, im „Wall Street Burger Shoppe“. Er kostete 175 USD. Neben reichlich schwarzen Trüffel enthielt er u. a. Pastete vom Kobe Beef, Foie gras und Blattgold. Er hatte den „DB Burger Royale double-truffel version“ aus dem „DB Bistro Moderne“ (ebenfalls New York) als bisher teuersten Burger (120 USD) abgelöst.[57]
- Brillat-Savarin bezeichnete Trüffel als „Schwarzen Diamanten“. Nach Brillat-Savarin wurde auch ein mit Trüffelscheiben und Schnepfenwürfeln gefülltes Omelett benannt.
- Der Kauf von Trüffeln erfolgt häufig über das Internet.[58]

### Trüffelforschung
- Parham Mashayekhi: Eine Massensensitive Elektronische Nase zur Erkennung, Unterscheidung und Qualitätskontrolle von Safran und Trüffel. Dissertation, Universität Bonn, Januar 2005. urn:nbn:de:hbz:5N-05063.
- Andrea Rubini, Francesco Paolocci, Claudia Riccioni, Giovanni G. Vendramin, Sergio Arcioni: Genetic and Phylogeographic Structures of the Symbiotic Fungus Tuber magnatum. In: Applied and Environmental Microbiology. Band 71, Nr. 11, November 2005, S. 6584–6589, doi:10.1128/AEM.71.11.6584-6589.2005 (PDF).

### Warenkunde, Geschichte, Gerichte
- Guy Bontempelli: Die Trüffel. Der schwarze Diamant. Laaber Verlag, Laaber 1989, ISBN 3-89007-302-6.
- Ralf Bos: Trüffel: Geschichten, Warenkunde und Rezepte vom exklusivsten Lebensmittel der Welt. Fackelträger, Köln 2006, ISBN 3-7716-4335-X.
- Adolphe Chatin: La truffe. Étude des conditions générales de la production truffière. Bochard-Huzard, Paris 1869 (Digitalisat)
- Jean-Marie Dumaine, Nikolai Wojtko: Trüffel. Die heimischen Exoten. 60 Rezepte und viel Wissenswertes über die mitteleuropäischen Arten. AT-Verlag, Aarau 2010, ISBN 978-3-03800-496-7.
- Klaus W. Gerard: Die Geheimnisse des Trüffelsuchers. Mit handverlesenen alten und neuen Trüffelrezepten. Piper, München u. a. 2005, ISBN 3-492-04778-5.
- Patrik Jaros (Hrsg.), Otward Buchner (Texte): Trüffel. Die Diamanten der Küche. Feierabend, Berlin 2004, ISBN 3-89985-024-6.
- Thuri Maag und Annette Frei Berthoud: Trüffel. Warenkunde, Geschichten und Rezepte. Fona Verlag, Lenzburg 2009, ISBN 978-3-03780-355-4.
- Wolf Uecker: Trüffel en vogue. Mosaik Verlag, München 1988, ISBN 3-570-05793-3.
- Christian Volbracht: Trüffel. Mythos und Wirklichkeit. Tre Torri Verlag, Wiesbaden 2012, ISBN 978-3-941641-85-3.
- Christian Volbracht: Die Trüffel. Fake & Facts.Tre Torri Verlag, Wiesbaden 2020, ISBN 978-3-96033-092-9

## Dokumentarfilme
- Die Diva und das Schwein. Von Trüffel, Geld und gutem Glauben. (Alternativtitel: La diva et le cochon. Truffes, argent et conviction.) Dokumentarfilm, Frankreich, 2001, 42 Min., Buch und Regie: Piet Eekman, Produktion: Bitcom International, ZDF, arte, Inhaltsangabe.
- Zu Tisch im … Quercy. Reise-Reportage, Deutschland, 2002, 26 Min., Buch und Regie: Alix François Meier, Produktion: arte, Inhaltsangabe (Memento vom 2. Januar 2014 im Internet Archive) von arte mit Trüffel-Rezepten.
- Der Trüffelhund. Dokumentarfilm, Deutschland, 2006, 15 Min., Buch und Regie: Stefan Quante, Produktion: WDR, Reihe: Die kulinarische Reportage, Inhaltsangabe von ARD.
- Renato Re – Der Trüffelkönig von Alba. Dokumentarfilm, Deutschland, 2007, 26 Min., Regie: Udo Vieth, Produktion: ZDF, arte, Erstausstrahlung: 28. September 2007 bei arte, Reihe: Menschen und Märkte, von arte.
- Trüffelträume – Ralf Bos präsentiert die Edelknolle. Dokumentarfilm, Deutschland, 2008, 30 Min., Buch und Regie: Nina Thomas, Produktion: Hessischer Rundfunk, Erstsendung: 9. März 2008 beim hr-fernsehen, Inhaltsangabe von ARD.
- Auf der Suche nach dem weißen Gold. Trüffelsuche im Piemont. Fernseh-Reportage, Deutschland, 2011, 14 Min., Buch und Regie: Stefan Quante, Produktion: WDR, Reihe: hier und heute, Erstsendung: 12. Dezember 2011 bei WDR, Inhaltsangabe von ARD. Chefköche bei der Suche, Kauf und Verkostung von weißen Trüffel unter der Vermittlung des Münchner Trüffelhändlers Stephan Burger.
- Zur Trüffeltour nach Lothringen. Reise-Reportage, Deutschland, 2012, 28 Min., Buch und Regie: Katharina Fiedler, Produktion: Saarländischer Rundfunk, Reihe: Fahr mal hin, Erstausstrahlung: 28. Februar 2012 beim SWR, Film-Informationen vom SWR.
- Für einen Korb Trüffel. (OT: Pour un panier de truffes.) Dokumentarfilm, Frankreich, 2011, 52 Min., Buch und Regie: Sylvestre Meinzer, Produktion: Alto Media, arte France, deutsche Erstausstrahlung: 23. September 2012, von arte.
 Dokumentation über die Trüffelsuche im Allgemeinen und die aktuelle Situation im Perigord, wo aufgrund der Klimaerwärmung und der Intensivierung der Landwirtschaft immer weniger Trüffel erzeugt werden.
- Der Delikatessenjäger ... und die Trüffel-Verführung. Dokumentarfilm, Deutschland, 43, 2012, S. 40 Min., Buch und Regie: Katja Vogler, Produktion: Süddeutsche TV, ZDFinfo, Reihe: Der Delikatessenjäger, Erstsendung: 16. September 2012 bei ZDFinfo, Inhaltsangabe von Süddeutsche TV. Ralf Bos bei der Trüffelsuche und -zubereitung in Norditalien.
- Trüffelboom – Die kostbare Knolle vor unserer Haustür. Dokumentarfilm, Deutschland, 2012, 29 Min., Buch und Regie: Michael Hertle, Produktion: SWR, Reihe: Essgeschichten, Erstsendung: 3. Dezember 2012 beim SWR, Inhaltsangabe von der Uni Freiburg. Über Trüffelzucht in Deutschland.
- Richerenches, das Dorf des Trüffels. Dokumentarfilm, Belgien, 2008, 25 Min., Buch und Regie: Catherine Haxhe, Moderation: Guy Lemaire, Produktion: Unicap Télévision, arte France, Reihe: Reisen für Genießer, deutsche Erstsendung: 10. September 2013 bei arte.